# Estación de Fernando de los Ríos
Fernando de los Ríos es una estación en superficie de la línea 1 del Metro de Granada. Se encuentra situada en el término municipal de Armilla, en el área metropolitana de la ciudad española de Granada.

## Situación
La estación de Fernando de los Ríos está situada en la avenida homónima de Armilla. Ambas reciben su nombre en honor al catedrático por la Universidad de Granada y político Fernando de los Ríos Urruti.
Junto a Sierra Nevada y Armilla es una de las tres estaciones de la red de Metro de Granada situadas en dicho municipio. Actualmente su misión es dar servicio al área de Fernando de los Ríos, un área periférica mayoritariamente residencial cercana al área comercial e industrial de Parque Albán.
El municipio de Armilla se sitúa a 1 km de Granada, siendo uno de los 4 municipios que cubre el sistema.  La construcción de esta estación no estaba prevista desde el primer anteproyecto del Metropolitano de Granada en 1998, que preveía que la línea finalizara en Parque Tecnológico y no entrase en Armilla, aunque acuerdos posteriores con el Ayuntamiento desembocaron en un acuerdo para que la línea alcanzase el municipio.
En un principio su denominación original iba a ser "Carretera de Granada" debido a que no estaba definido del todo en qué punto se situaría y esa zona aún no estaba urbanizada, pero finalmente se decidió llamar Fernando de los Ríos en honor del nombre de la avenida en la que se sitúa, la cual conecta Armilla con Granada.

## Características y servicios
La configuración de la estación es de dos andenes laterales con sendas vías, una por cada sentido. La arquitectura de la estación se dispone en forma de doble marquesina a ambos lados, con un techo y elementos arquitectónicos y decorativos en acero y cristal. Es accesible a personas con movilidad reducida, tiene elementos arquitectónicos de accesibilidad a personas invidentes y máquinas automáticas para la compra de títulos de transporte. También dispone de paneles electrónicos de información al viajero y megafonía.

Cabe destacar que la arquitectura de una de las marquesinas se diseñó de manera especial con respecto al resto de la red para integrar la estación al paisaje arbolado de la avenida. La estación es accesible a personas con movilidad reducida, tiene elementos arquitectónicos de accesibilidad a personas invidentes y máquinas automáticas para la compra de títulos de transporte. También dispone de paneles electrónicos de información al viajero y megafonía.
La construcción de la estación conllevó una importante reorganización de la zona. El paisaje anteriormente estaba escasamente urbanizado, con pequeñas aceras a ambos lados de la calzada. Con la adaptación a la llegada del metro se ampliaron considerablemente las aceras, se peatonalizaron las intersecciones de la avenida con las calles anexas y se construyó un carril bici paralelo al trazado del Metro, que conecta la avenida con el centro de la ciudad. También se crearon nuevos espacios verdes y se plantaron árboles.
En sentido Armilla la estación es la última antes del tramo de 500 metros que transcurren en vía única por la Calle Real del municipio, por lo que esta estación ejerce las funciones de regulación para que puedan circular puntualmente los trenes en ambos sentidos.

## Intermodalidad
La estación se encuentra integrada en la Avenida de Fernando de los Ríos, un entorno principalmente residencial. La infraestructura de la propia estación incorpora un aparcamiento para bicicletas. Además, en la misma avenida se encuentra una estación de anclaje del sistema público de alquiler de bicicletas del Ayuntamiento de Armilla.
Fernando de los Ríos es intermodal con los autobuses interurbanos del Consorcio de Transportes de Granada, ya que junto a ella se encuentra una parada a la que dan servicio las líneas 150, 151, 155, 156 y 157 que conectan este municipio con Cúllar Vega, Churriana de la Vega y Las Gabias.